# Kaffeemühle

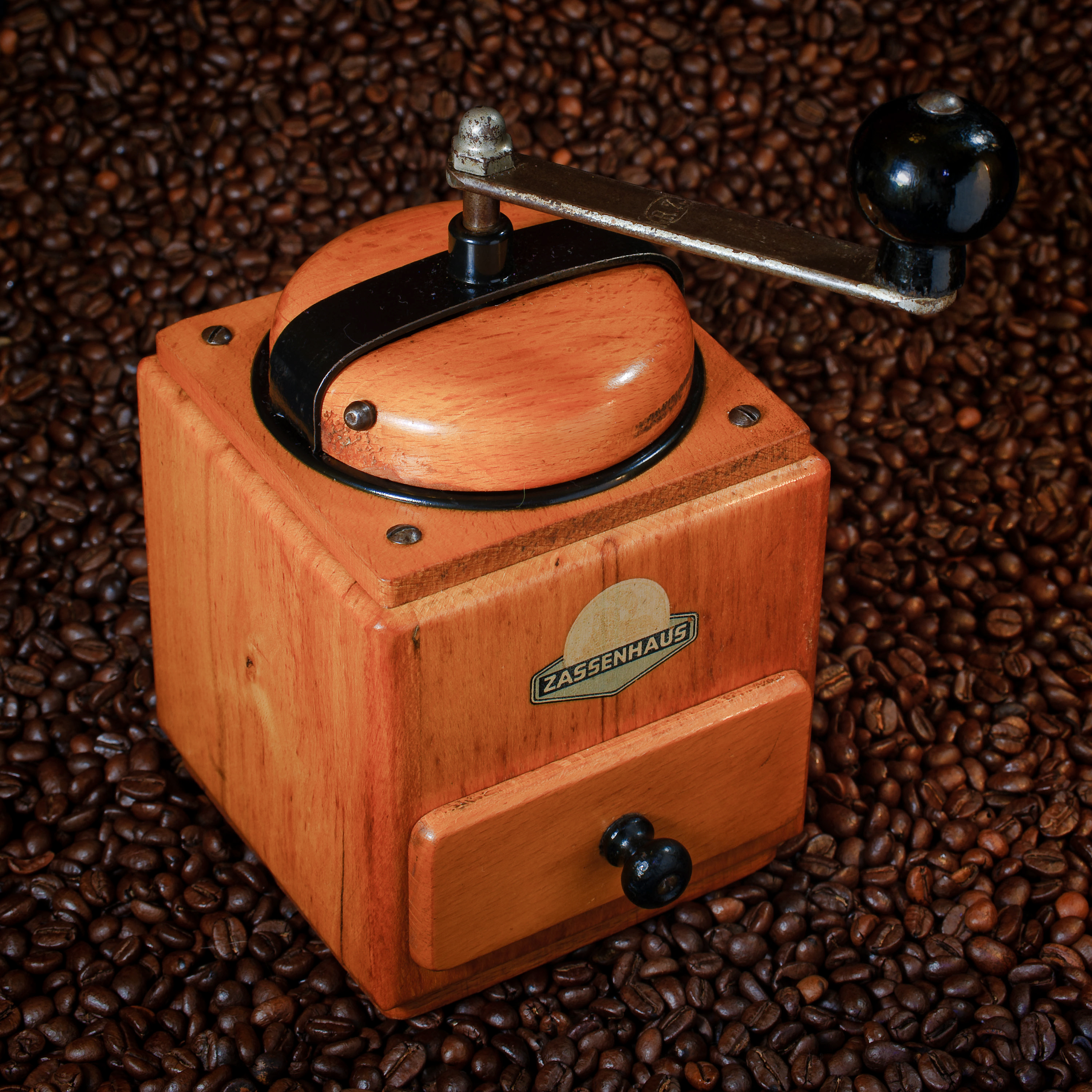
Kurbel-Kaffeemühle (Kegelmühle)

Eine Kaffeemühle ist eine Mühle, die geröstete Kaffeebohnen zu Kaffeepulver zerkleinert. Die Mahlstärke bzw. Feinheit des Pulvers ist abhängig von seiner Verwendung. Kaffeepulver für Filterkaffee wird gröber gemahlen als Pulver für eine mit Druck arbeitende Espressomaschine oder türkischen Kaffee (Mokka). Der Mahlgrad kann bei einigen Mühlen stufenlos eingestellt werden.
Vor der Elektrifizierung des Haushalts wurden die Bohnen mit der Hand gemahlen. Dazu dienten kurbelgetriebene Kegelmühlen, die auf dem Schoß gehalten oder mit einem Bügel am Tisch festgeschraubt wurden oder an der Wand befestigt waren.

## Entwicklung der Kaffeemühle

### Eigenschaften einer handbetriebenen Kaffeemühle
In Europa verbreitete sich Kaffee etwa seit dem 17. Jahrhundert. Konnten sich zuerst nur die oberen Schichten der Gesellschaft dieses Getränk leisten, so wurde es nach und nach erschwinglicher und zum Volksgetränk. Anfangs erfolgte die Zerkleinerung von Kaffeebohnen wie die des Kaffee-Ersatzes vor allem mit Mörsern. Kaffeemühlen zum Zerkleinern der Bohnen gibt es in Europa seit Anfang des 18. Jahrhunderts in verschiedenen Formen.
Handbetriebene Kaffeemühlen besitzen nahezu immer ein Kegelmahlwerk. Das Mahlwerk aus Eisen mit Mahlkegel, Mahlkranz, Achse und Kurbel hat sich seit seiner Erfindung nicht wesentlich verändert. Bei den Mahlwerken unterscheidet man solche mit etwas gröberen Schneidrillen am Kegel und am Mahlkranz für normalen Kaffee und etwas feineren Schneidrillen für Mokka. Des Weiteren unterscheidet man zwischen oberstelligen und unterstelligen Mahlwerken. Bei ersteren wird der Mahlgrad des Kaffeepulvers oberhalb des Mahlwerks, meist mit einer Feder unter der Hutmutter, geregelt, bei letzteren mit einem Hebelchen unterhalb des Mahlwerks.

### Kaffeemühlen des 19. Jahrhunderts
Tischmühlen des 19. Jahrhunderts für den gewerblichen Gebrauch in Kaffeeläden, Restaurants etc. waren oft mit unterstelligem Laufwerk aus Gusseisen gefertigt. Sie wurden in unterschiedlichen Größen gefertigt, waren aufgrund ihres nicht unerheblichen Gewichts nur eingeschränkt mobil und mit Schrauben oder einer Tischklammer an ihrem Untergrund befestigt. Zum Ende des Jahrhunderts wurden sie durch die in Massen gefertigten Mühlen mit Holzkasten verdrängt und die Hersteller stellten die Produktion dieser Mühlen um 1900 ein.
Neben den großen Kaffeemühlen für den gewerblichen Gebrauch entwickelten sich auch die Mühlen für den Privathaushalt weiter. Diese bestehen meist aus einem Holzkästchen für das Mahlwerk, einer Schublade zum Auffangen des Kaffeepulvers sowie einem auf dem Kästchen aufgesetzten Bohnentrichter aus Metall. Die vier Kanten sind oft mit Säulen verziert, die auch der Stabilität der Kaffeemühle dienen. Die Kurbel ist mit dem Mahlwerk mittels einer vertikalen Welle verbunden. Alternativ gibt es auch ähnliche gestaltete Kaffeemühlen aus Messing.

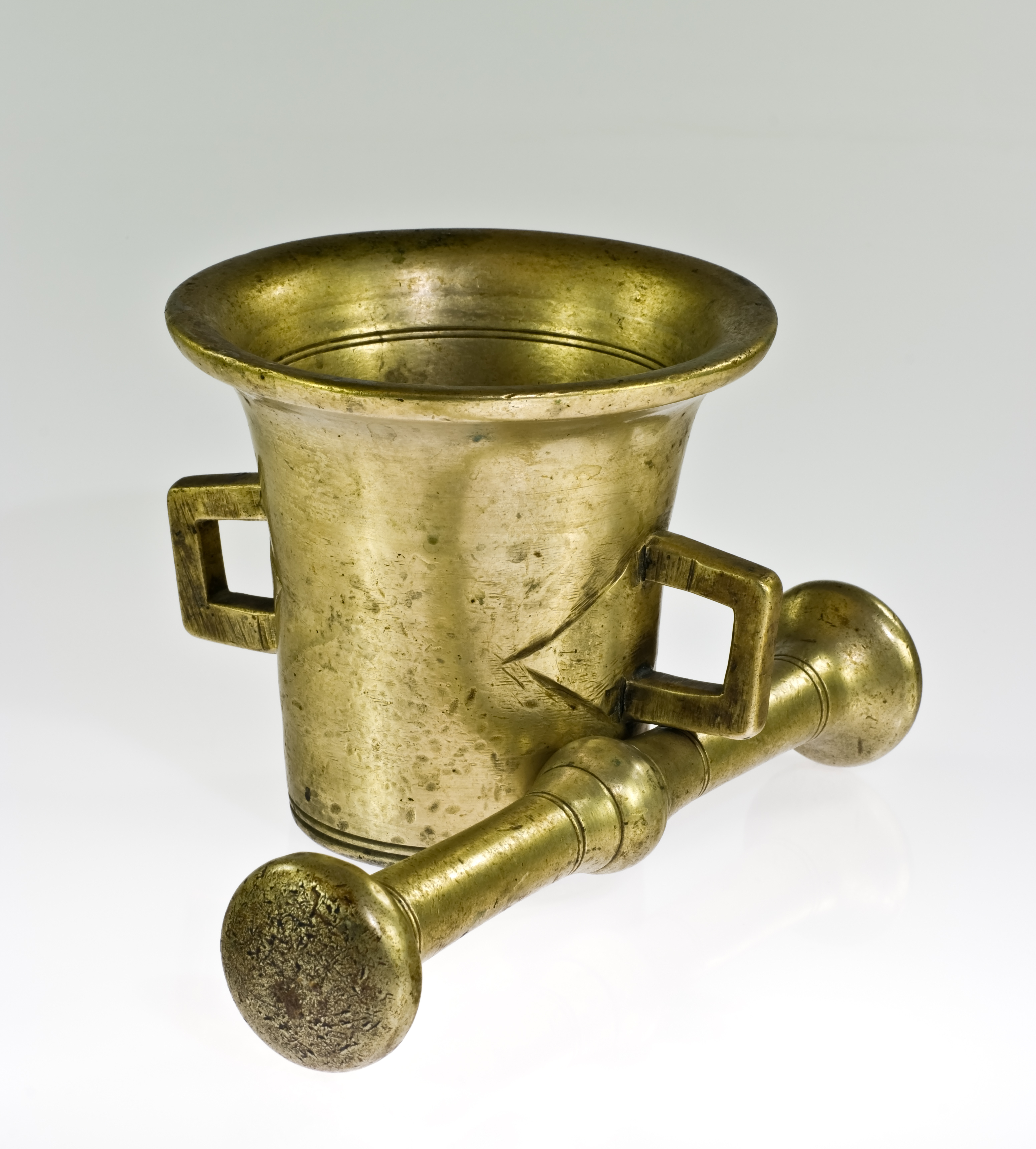
Mörser
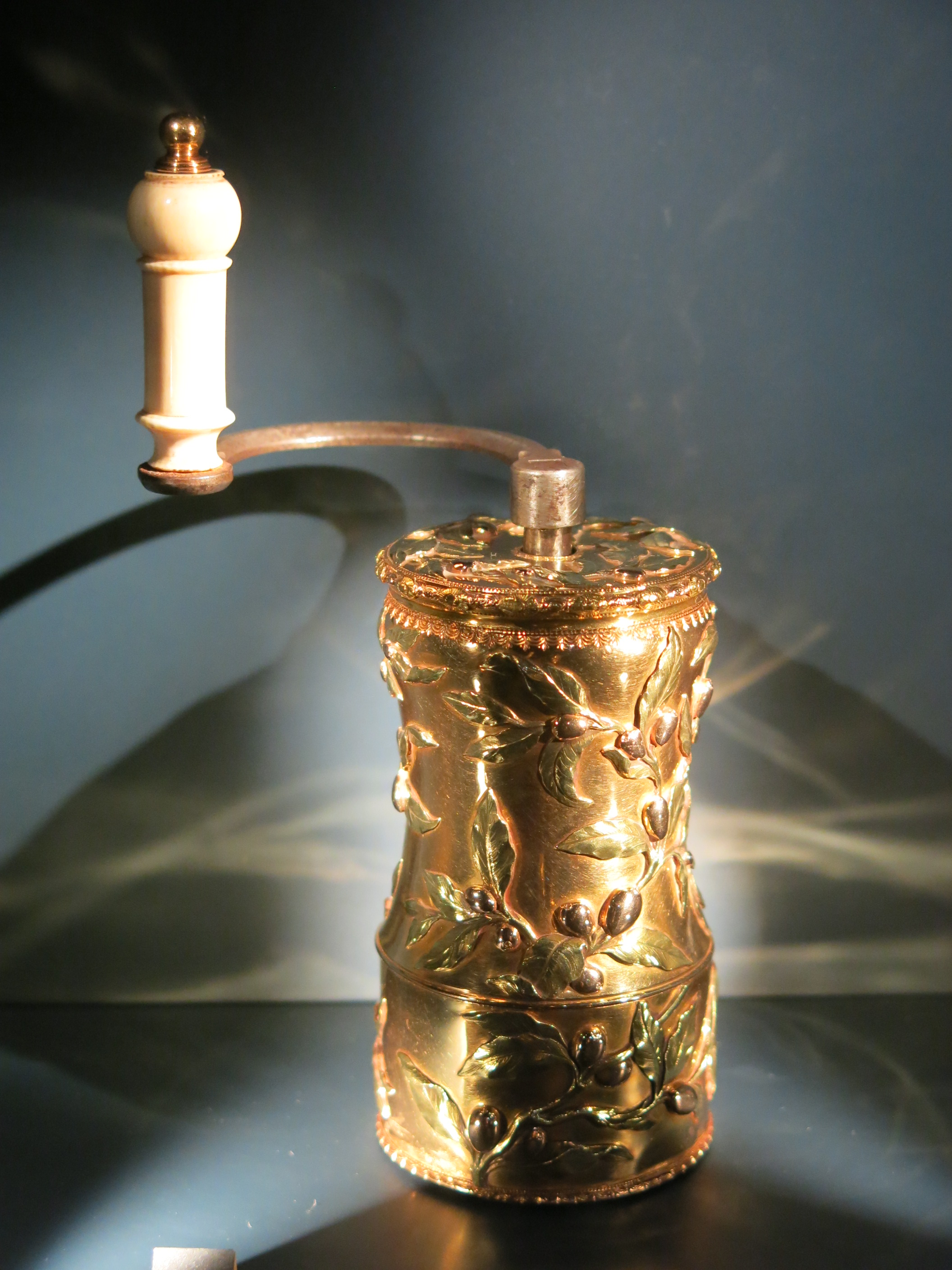
Prunkvolle Mühle des 18. Jh.
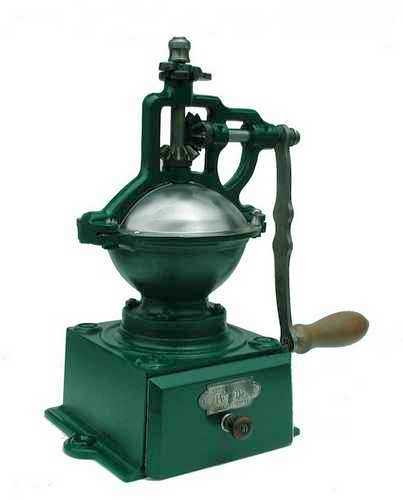
Gusseiserne Kaffeemühle für gewerblichen Einsatz
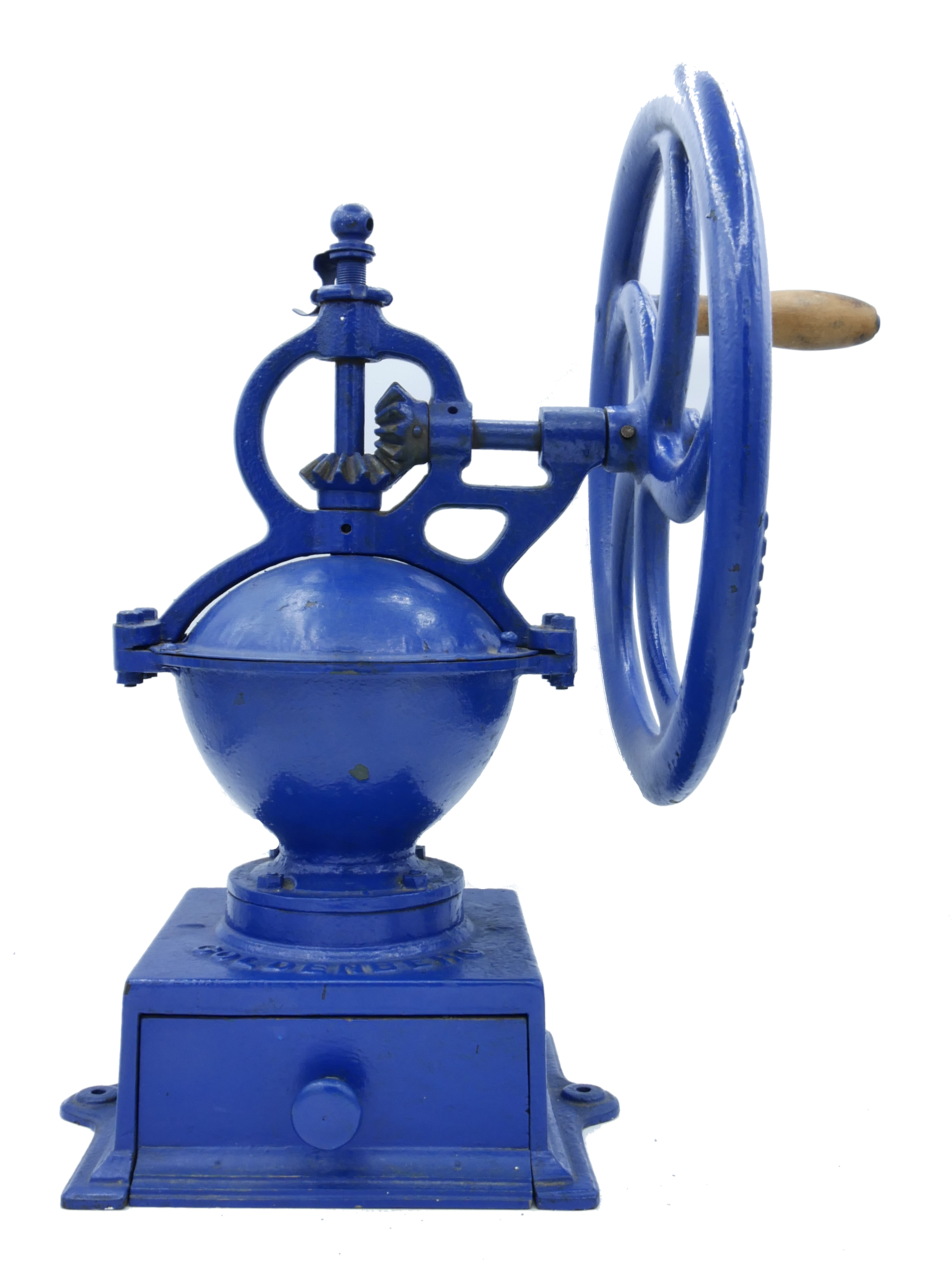
Gusseiserne Kaffeemühle mit Schwungrad
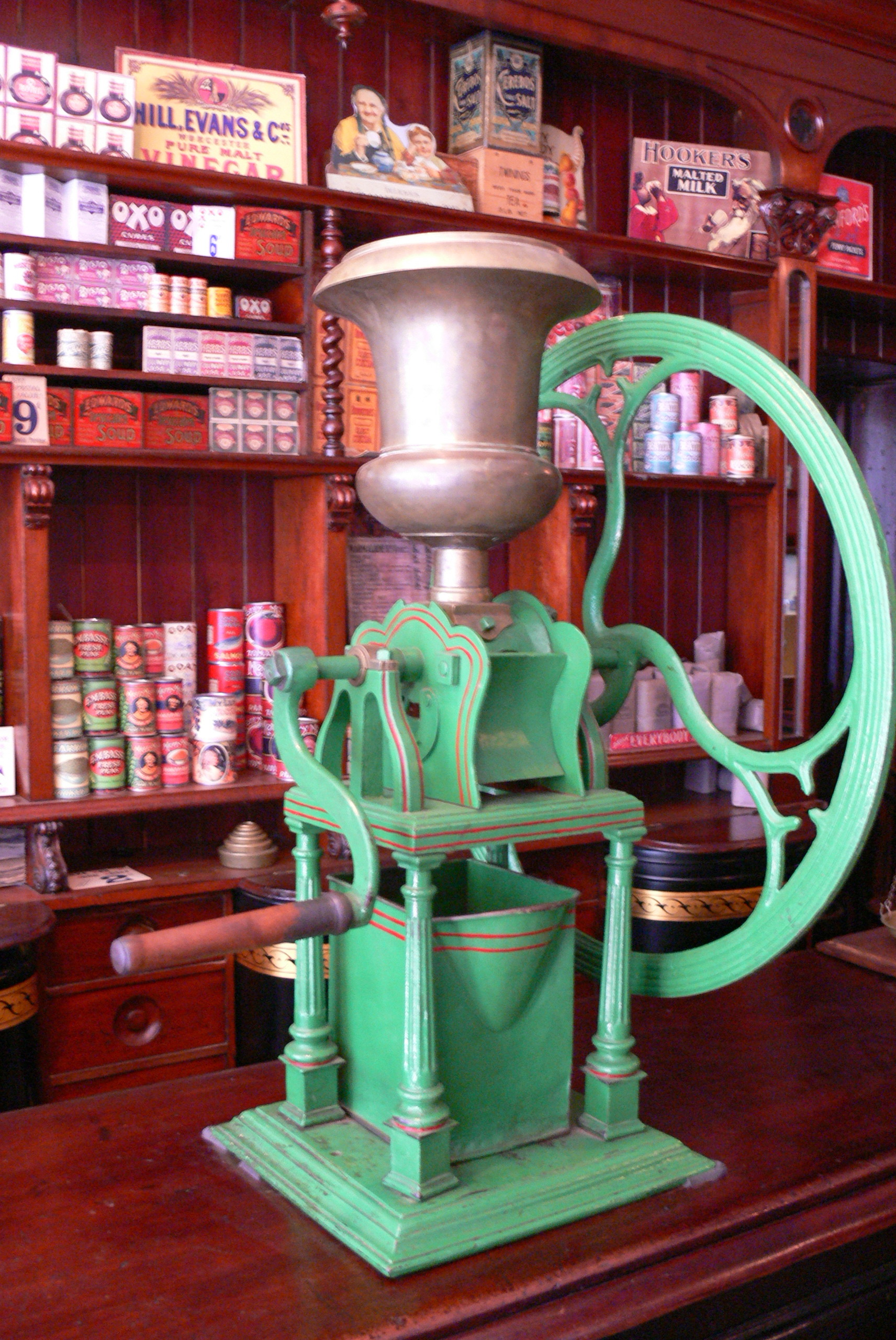
Englisches Modell
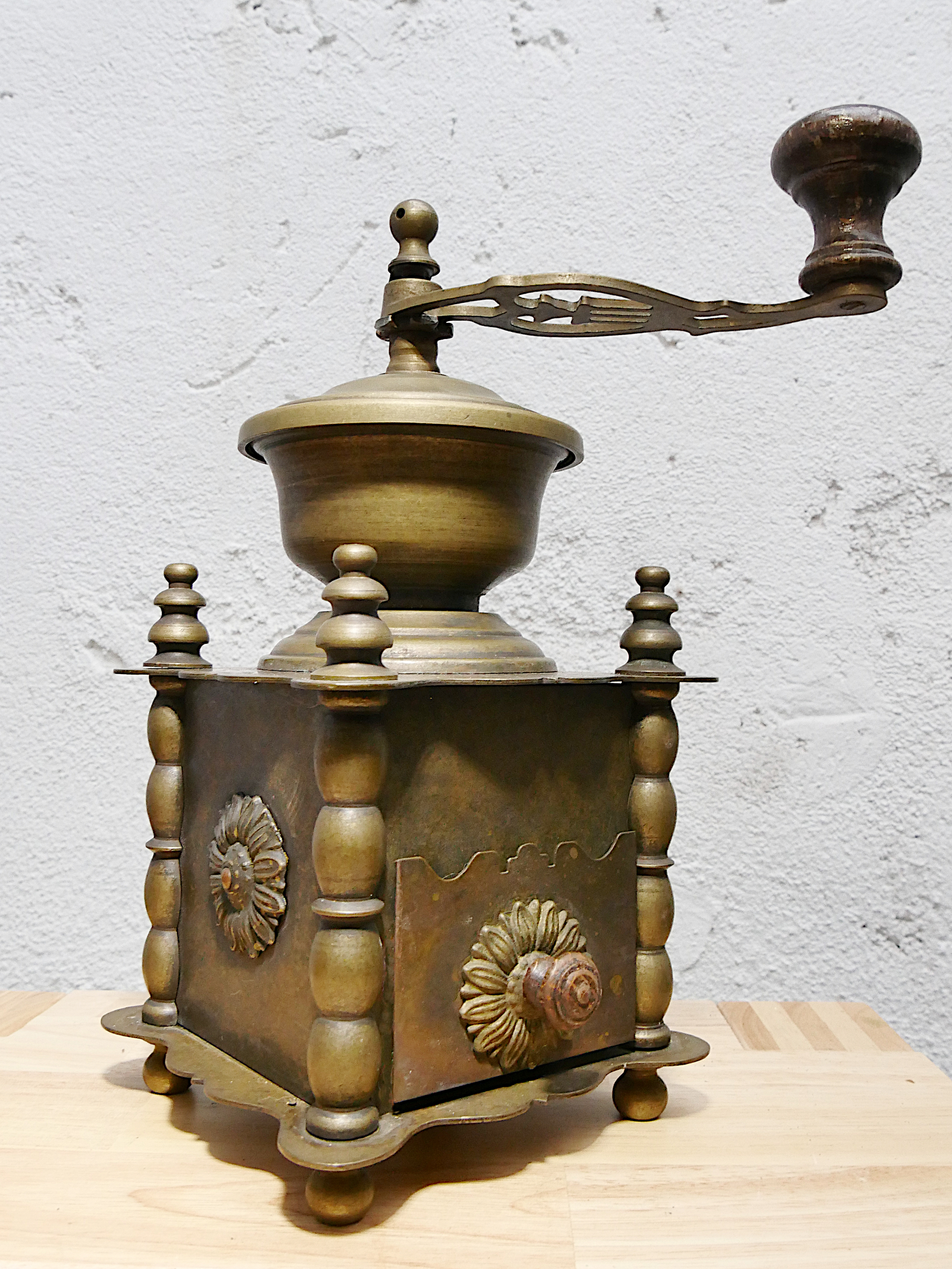
Kaffeemühle aus Messing

### Kaffeemühlen im 19. und 20. Jahrhundert
Etwa ab 1850 wurden die sogenannten Schoßmühlen in großer Zahl gebaut und stellen heute mit Abstand die größte Zahl der erhaltenen handbetriebenen Kaffeemühlen. Der Name kommt daher, dass sie nicht auf einer Unterlage angeschraubt waren, sondern beim Kaffeemahlen zwischen den Beinen gehalten wurden. Schoßmühlen besitzen meist einen Körper aus Holz, sehr viel seltener einen Körper aus Metall oder Keramik. Es gibt sie in Varianten für „normalen Kaffee“ und Mokka sowie mit oberstelligem und unterstelligem Mahlwerk. Bei einem oberstelligen Mahlwerk sitzt die Verstellmöglichkeit für den Mahlgrad des Kaffees ganz oben auf der Mühle, bei einem unterstelligen Mahlwerk unter dem Mahlwerk und ist von der Schublade aus zugänglich und der Bohnentrichter sitzt auf dem Korpus oder ist in diesen integriert. In beiden Fällen besitzt er einen Deckel.
Wandmühlen, meist aus der ersten Hälfte des 20. Jahrhunderts, sind typischerweise an einem Brettchen verschraubt. Dieses wird dann an der Wand oder im Küchenschrank befestigt. Sie besitzen einen großen Behälter aus Keramik für die Kaffeebohnen und darunter das eiserne unterstellige Mahlwerk mit einer Kurbel an einer horizontal geführten Achse. Unter dem Mahlwerk befindet sich ein abnehmbarer gläserner Behälter für den gemahlenen Kaffee.
Über die ganze Zeit der Fertigung handbetriebener Kaffeemühlen wurden auch künstlerisch gestaltete und weit über die geforderte Funktionalität hinaus aufwändig hergestellte Mühlen produziert. So gibt es mit dekorativen Messingelementen, Löwenköpfen, Keramikkacheln, Wappen und Jagdszenen und vielem mehr geschmückte Mühlen, Mühlen in Form von Kirchen, Burgen, Türmen und vielem mehr.

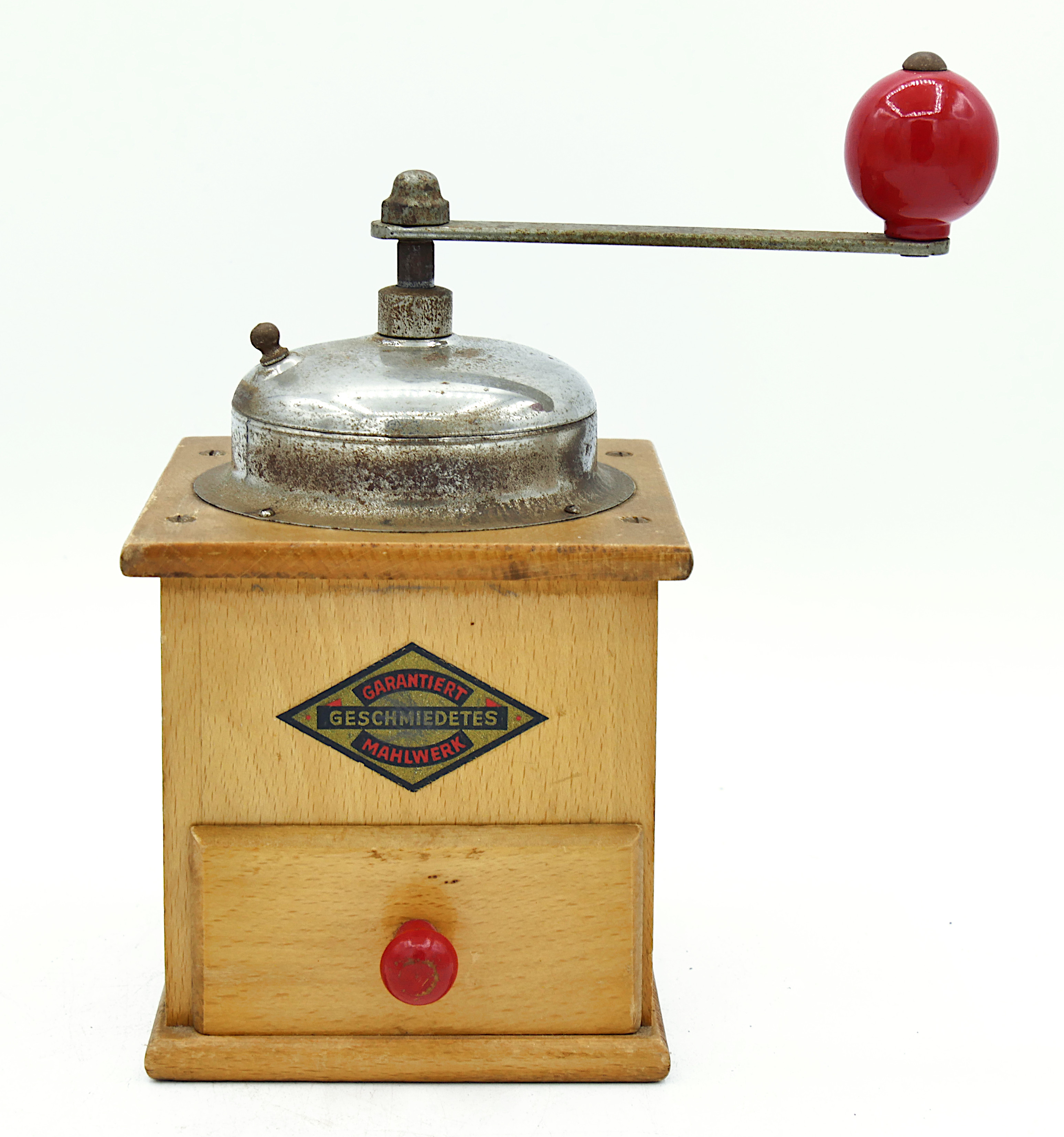
Schoßmühle für zuhause
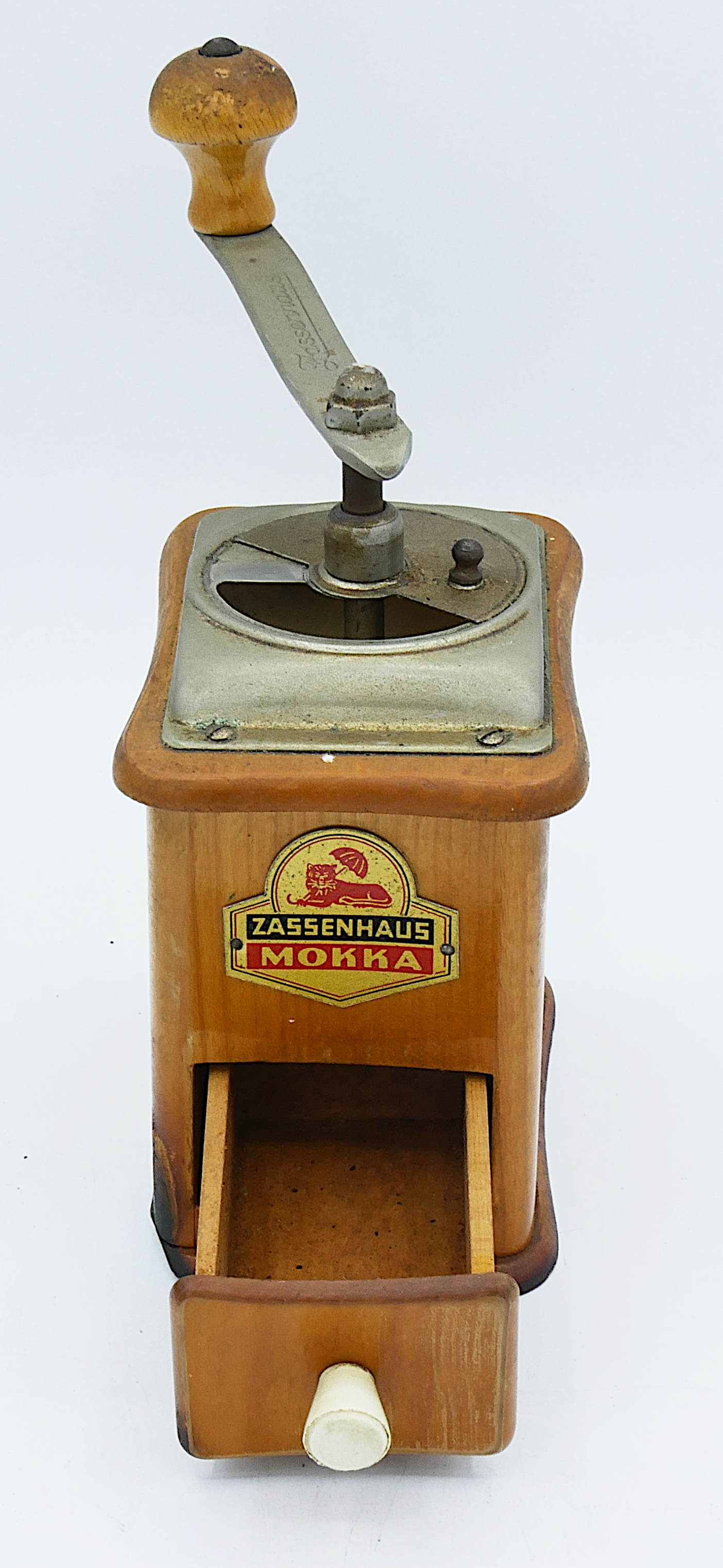
Mokkamühle
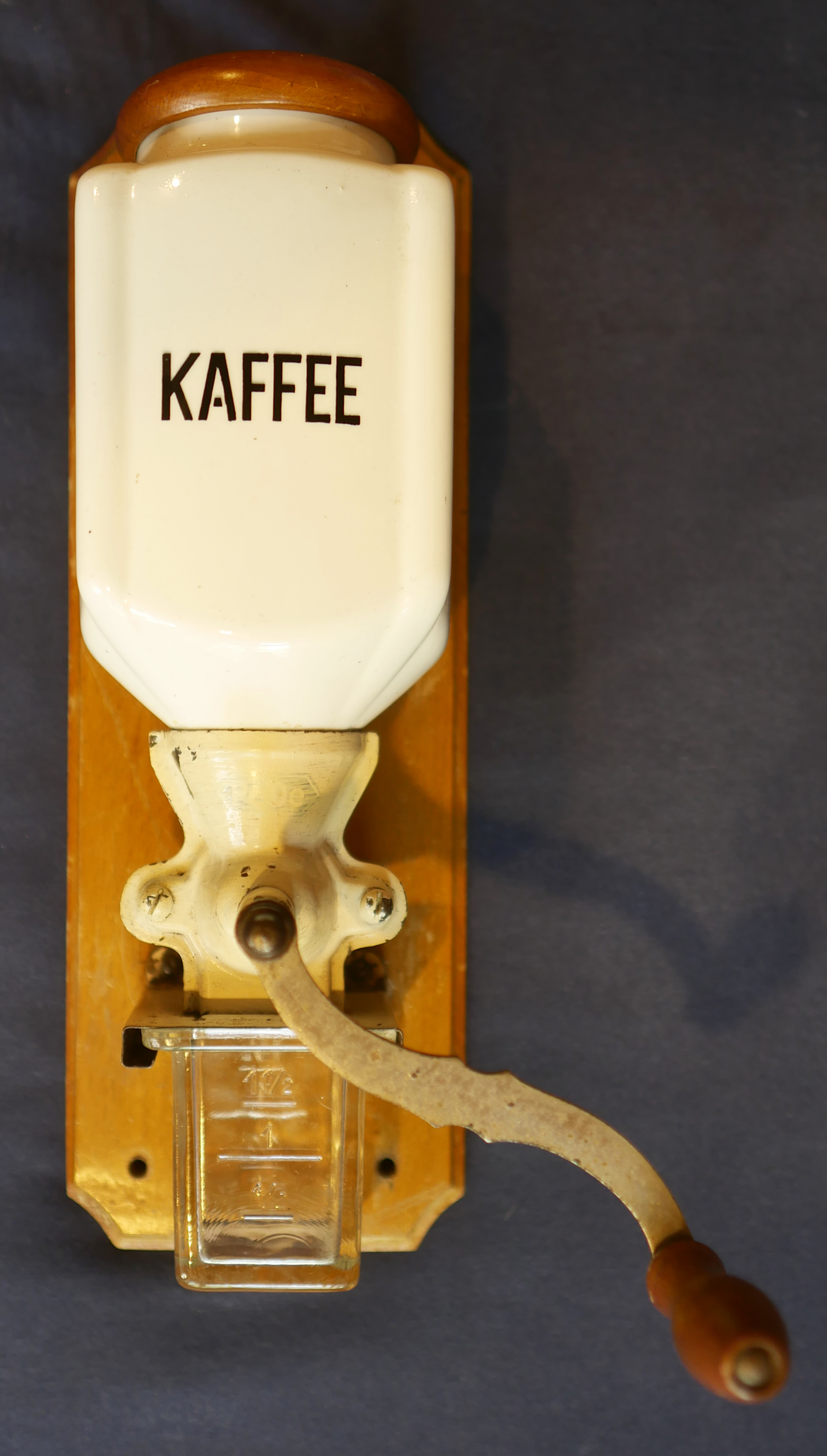
Wandmühle
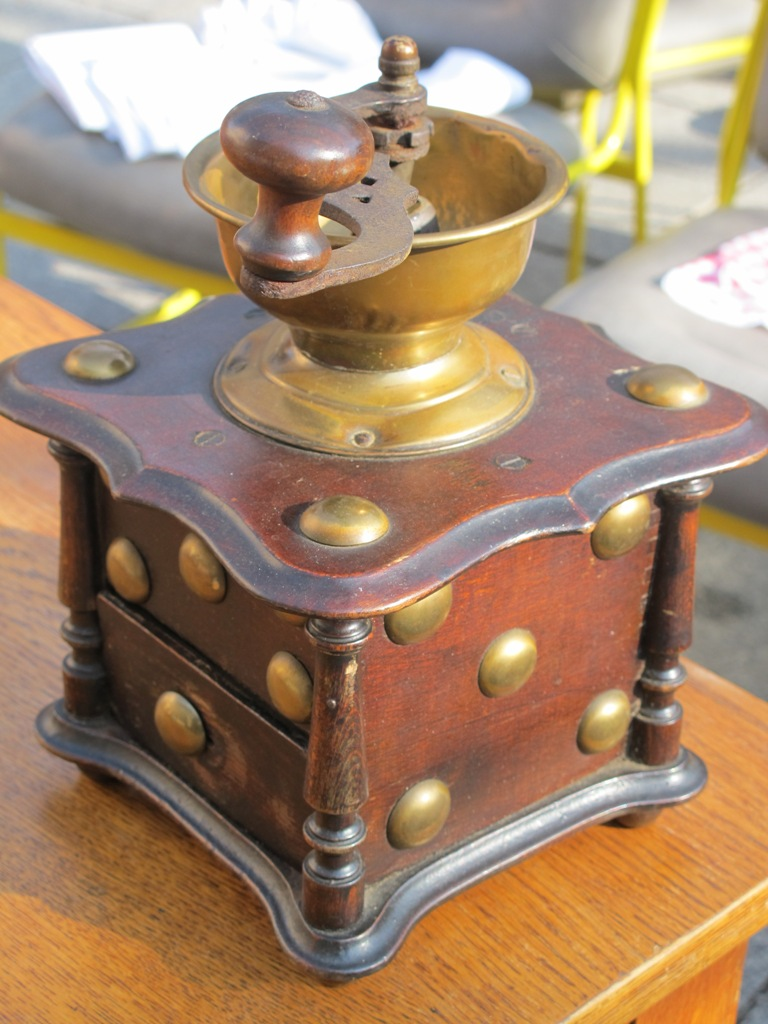
Künstlerisch gestaltete Mühle
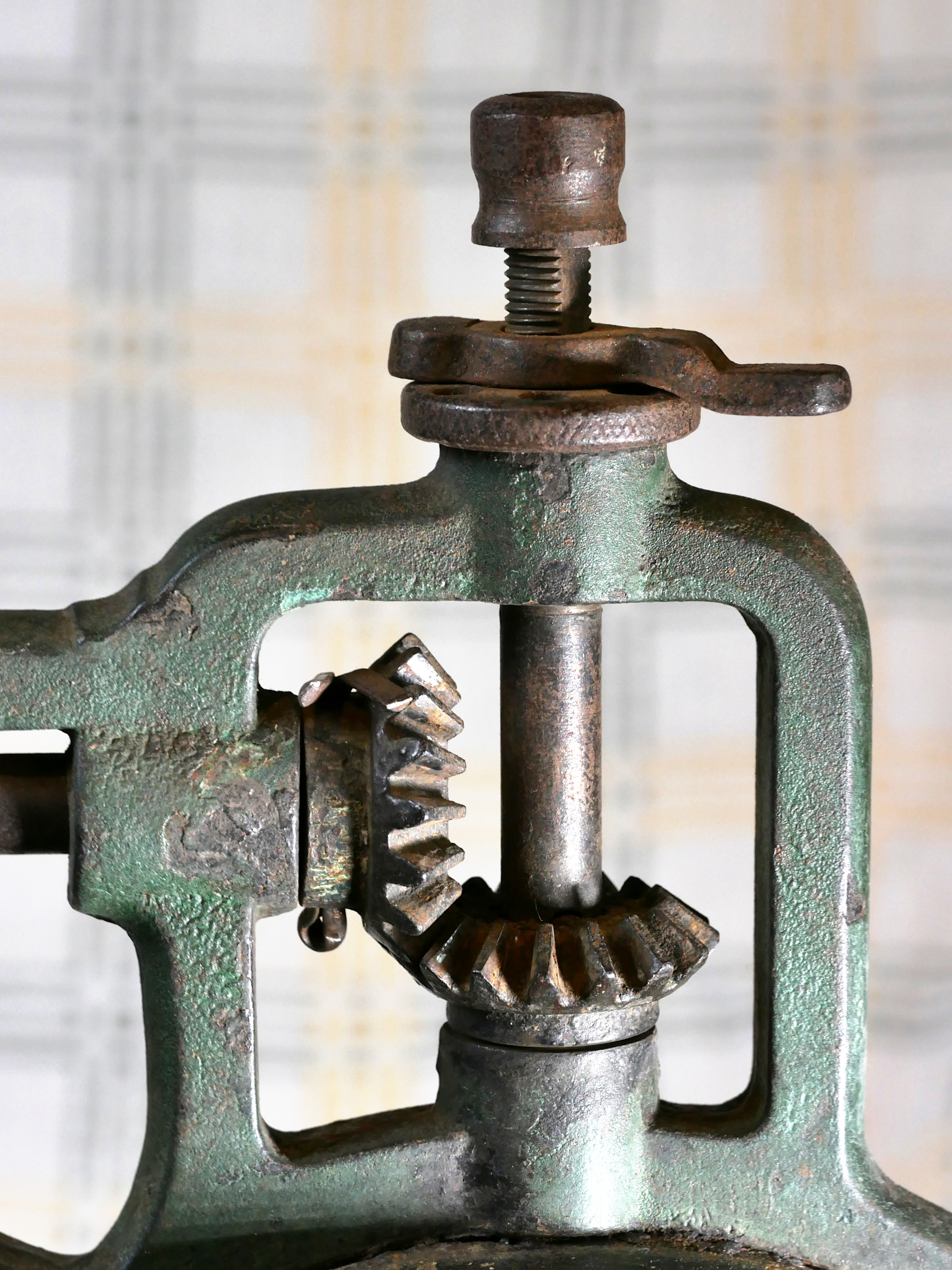
Einstellvorrichtung für ein oberstelliges Mahlwerk (ganz oben)
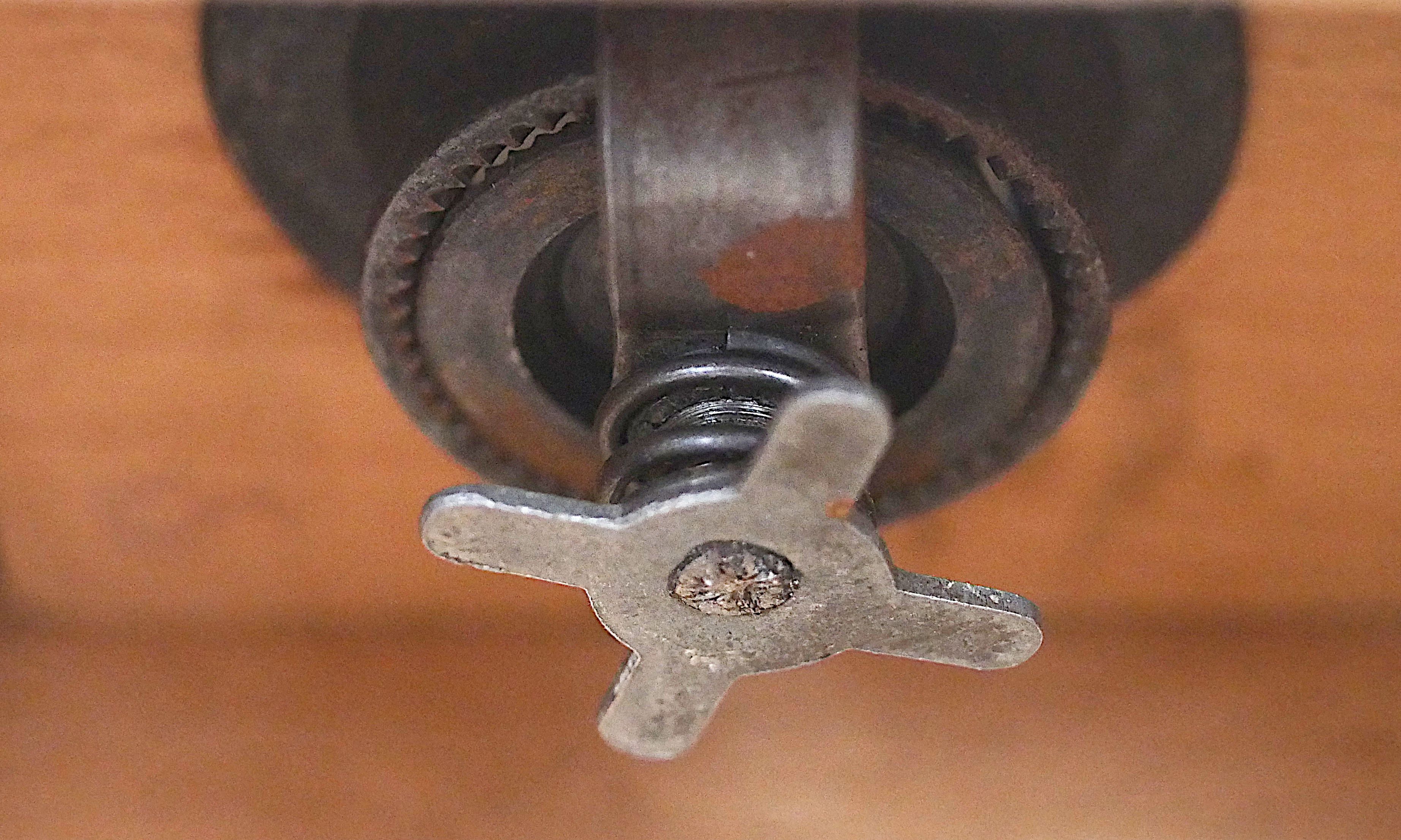
Einstellvorrichtung für ein unterstelliges Mahlwerk
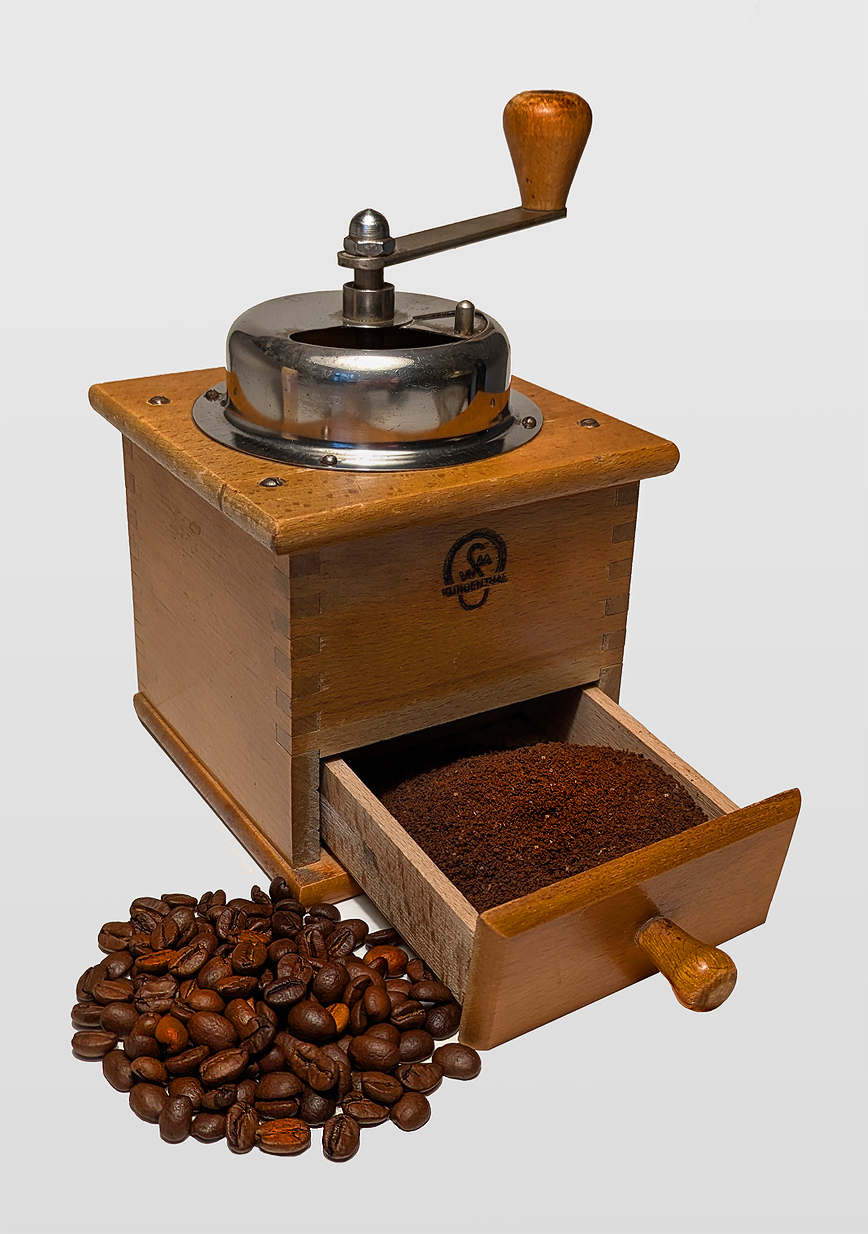
Kaffeemühle der deutschen Klingenthal.

### Türkische Kaffeemühlen
Eine gewisse Sonderstellung nimmt die dreiteilige, unterstellige sogenannte Türkische Mokka-Mühle ein. Sie ist eine runde, sehr schlanke, meist aus Messing, seltener aus anderen Metallen gefertigte Kaffeemühle, die seit über 300 Jahren in mehr oder weniger identischer Form gefertigt wird. Sie besteht aus drei Teilen: In den obersten werden die Bohnen gefüllt, aus dem unteren das Kaffeemehl entnommen und dazwischen ist das Mahlwerk. Mühlen dieses Typs werden auch heute noch in großer Stückzahl hergestellt und in Griechenland und in der Türkei – oft mit minderwertigem Mahlwerk – als Deko-Objekt an Touristen verkauft. Im 19.und 20. Jahrhundert wurden sie in geringerer Stückzahl auch in Mitteleuropa gefertigt.

### Retro- und Elektromühlen
Ebenfalls nur zum Anschauen und nicht zum Mahlen gedacht sind Retro-Kaffeemühlen. Durch den Antiquitätenboom der 1990er-Jahre gab es hier eine besondere Nachfrage nach gut erhaltenen Objekten. Das Mahlwerk dieser Mühlen von meist asiatischen Herstellern zerkleinert Kaffeebohnen, aber von einem gleichmäßigen Kaffeepulver kann nicht die Rede sein. Sie sind qualitativ zu minderwertig hergestellt und auch nicht für den dauerhaften Gebrauch gedacht. Auch das Gehäuse dürfte einer regelmäßigen Benutzung kaum standhalten. Handbetriebene ernsthafte Mühlen werden bis heute hergestellt, auch solche, die höchsten Ansprüchen an den Kaffee genügen und outdoor verwendet werden können.
Spätestens ab den 1960er Jahren wurden handbetriebene Kaffeemühlen durch elektrisch betriebene Kaffeemühlen verdrängt. Erste, vor allem für den gewerblichen Einsatz vorgesehene Modelle besaßen einen noch recht großen Elektromotor und Scheibenmühlen. Durch die Miniaturisierung dessen konnten auch Geräte für den Hausgebrauch – meist mit Schlagmühlen (Propellermühlen) – hergestellt werden.

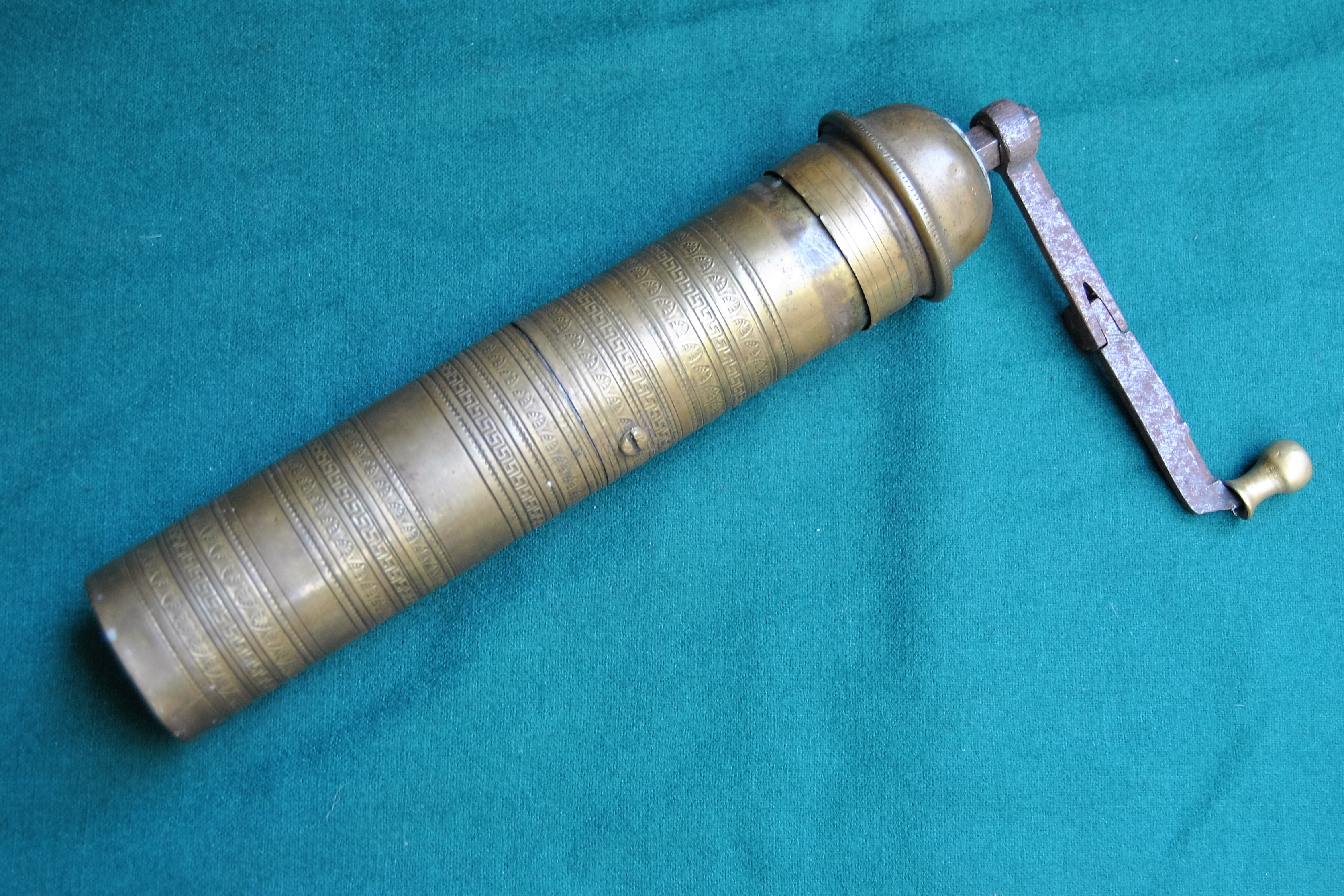
Türkische Kaffeemühle
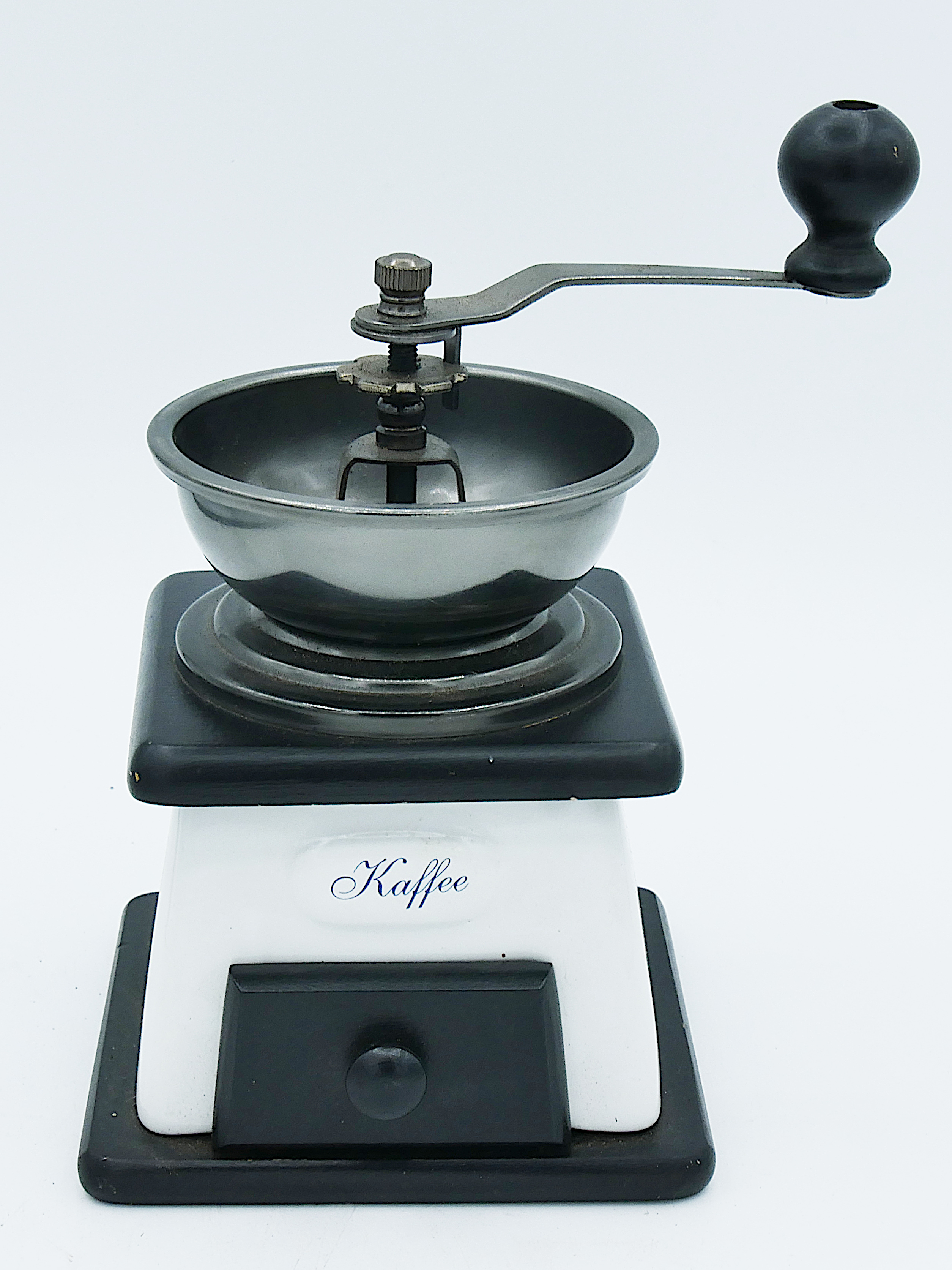
Retro-Kaffeemühle
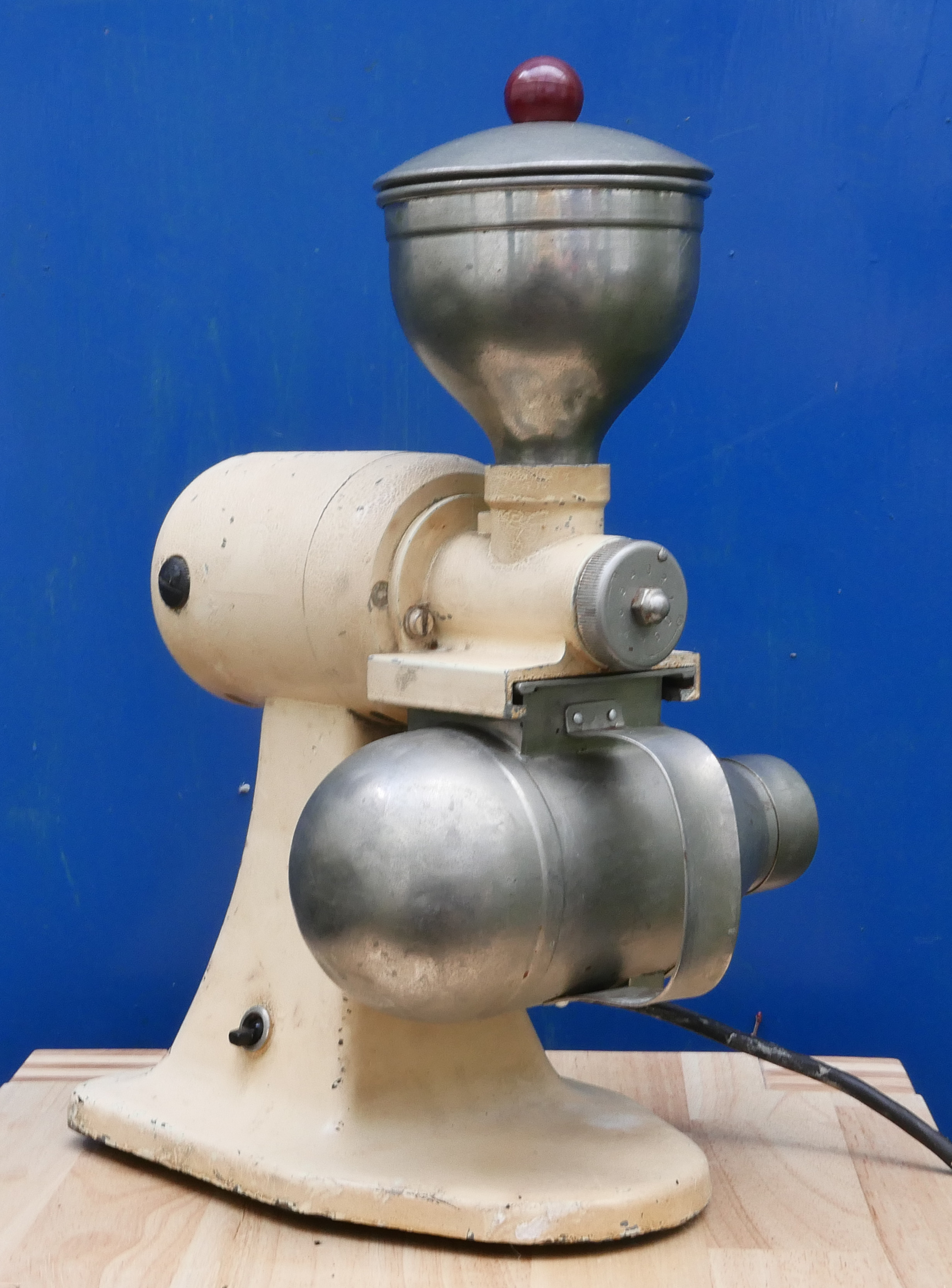
Elektrische Kaffeemühle für den gewerblichen Einsatz
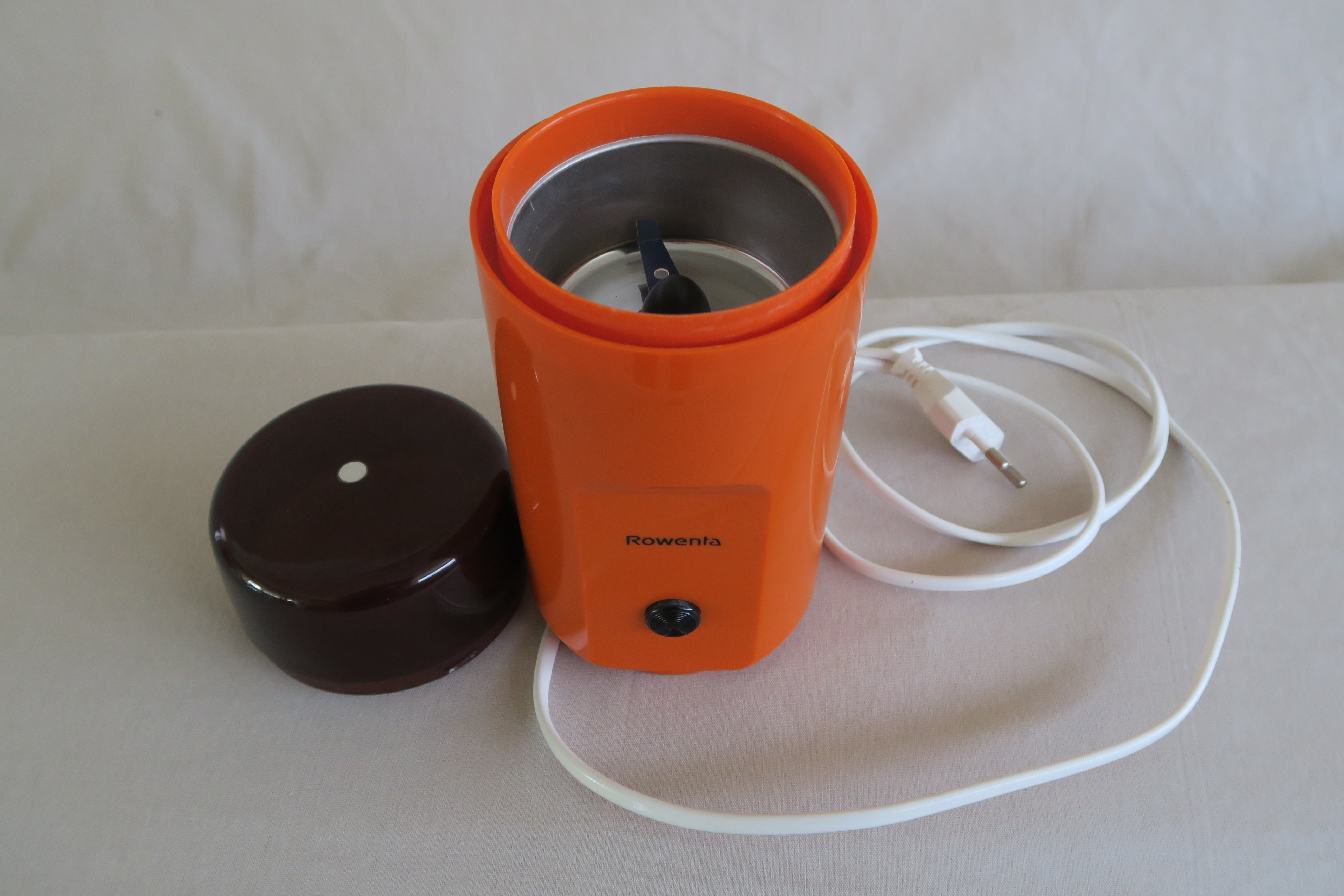
Elektrische Schlagmühle für den Haushalt
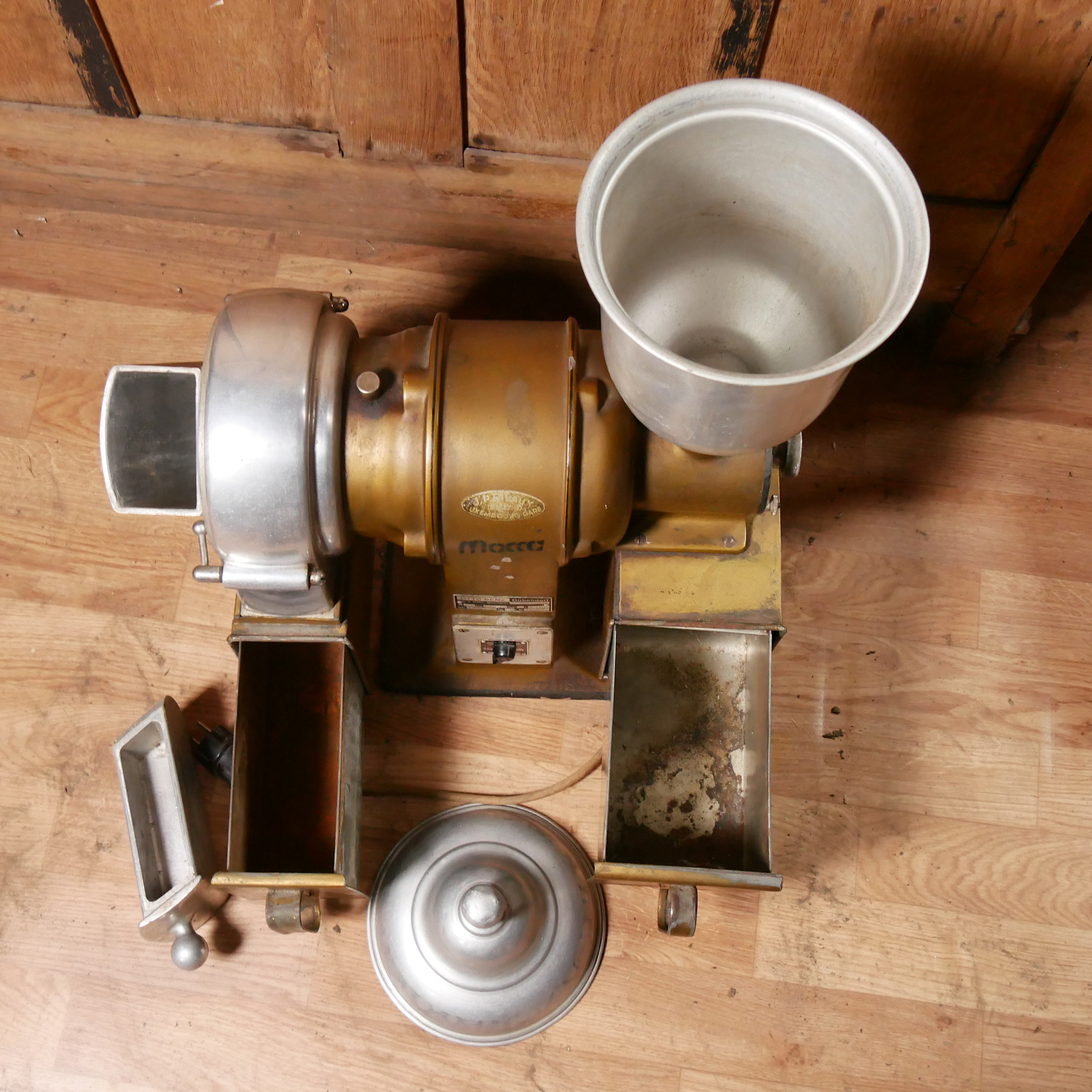
Kombinierte elektrische Kaffeemühle und Käsereibe, ca. 1930

## Bauarten nach Art der eingesetzten Zerkleinerungswerkzeuge

### Filterkaffeemühlen

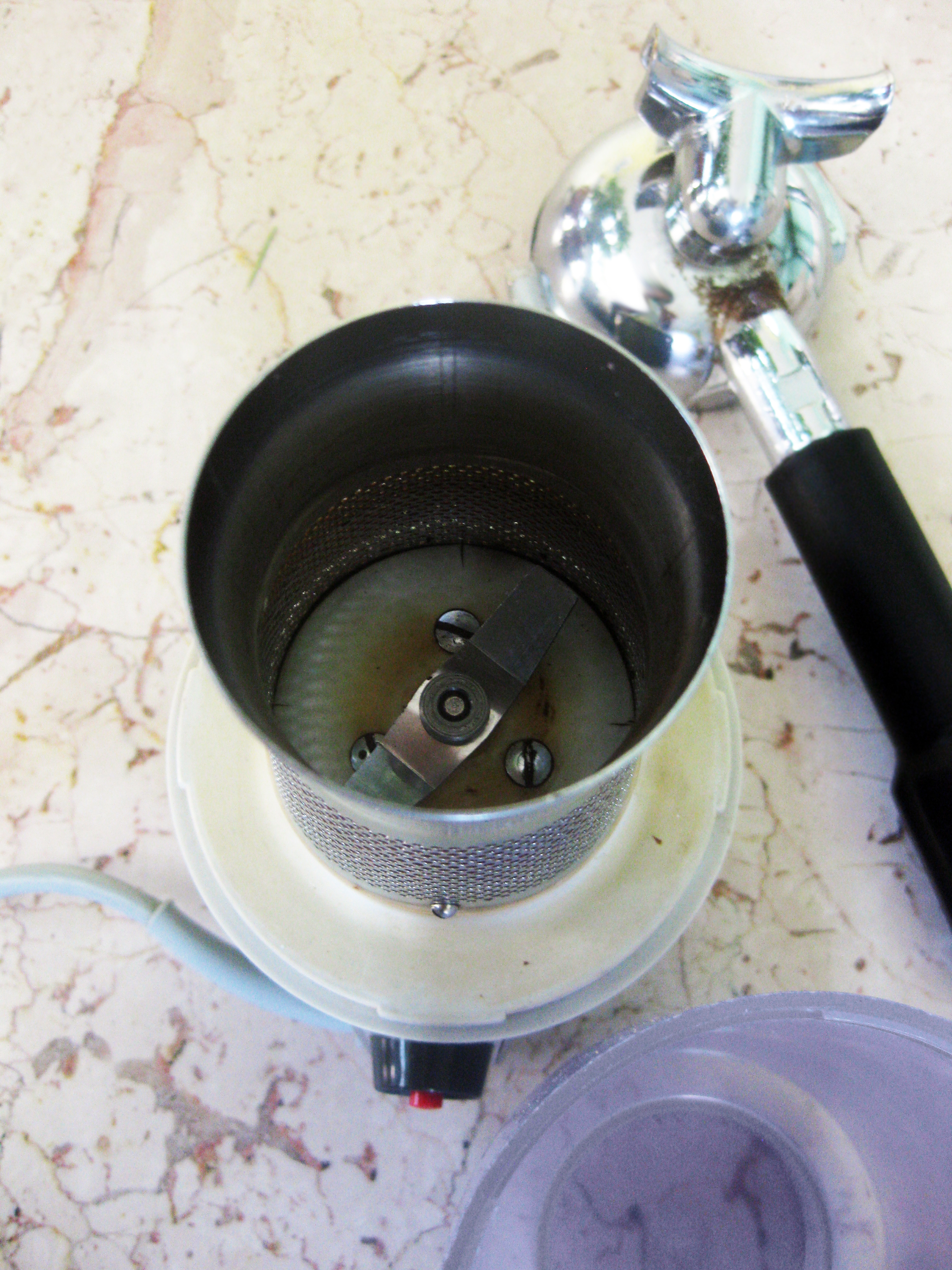
Elektrische Kaffeemühle (Schlagmühle).
Bei dem Modell wigoplus von Wigomat wird das Pulver mittels Zentrifugalwirkung durch das Sieb an den Rand gedrückt.

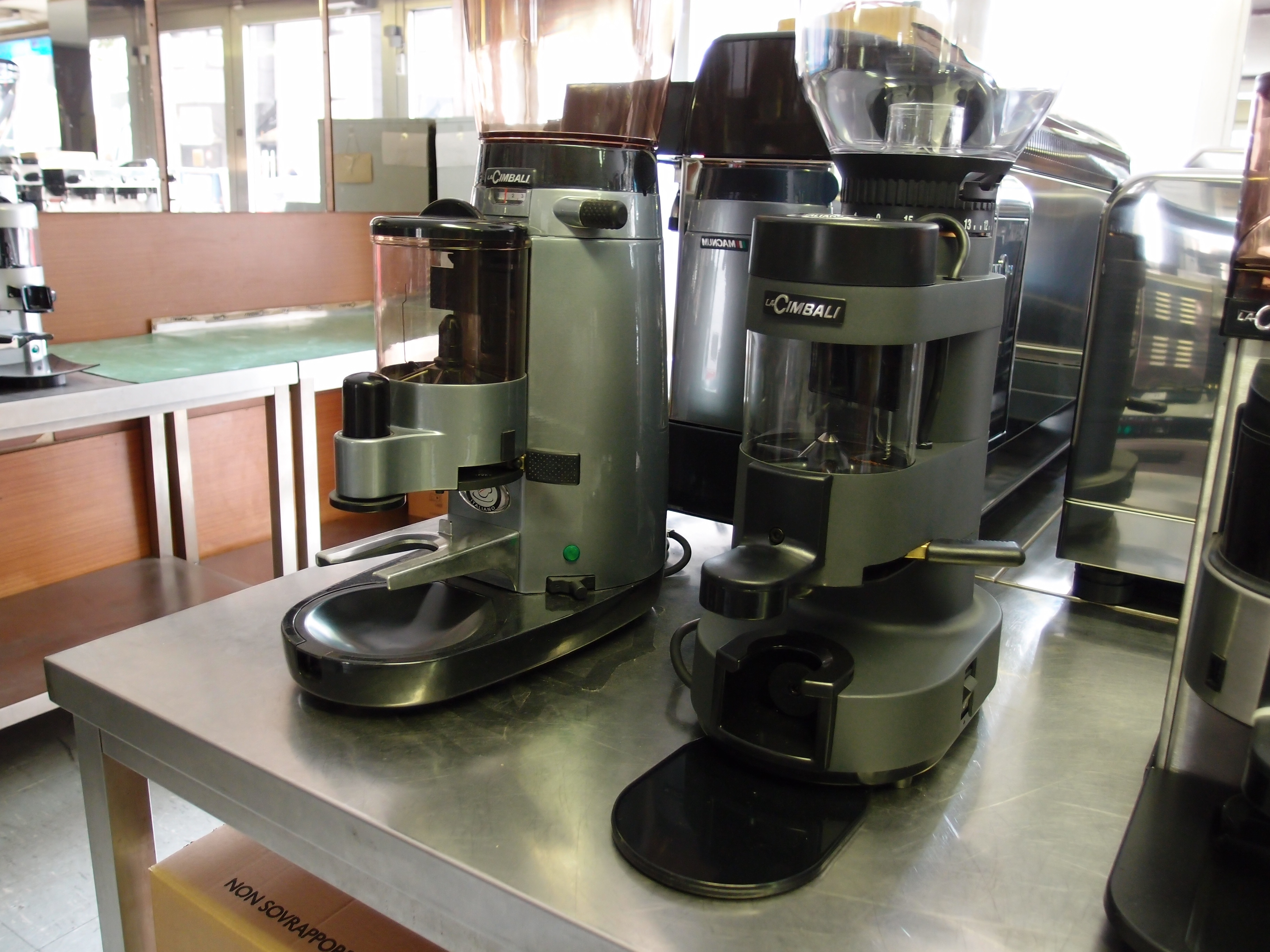
Scheibenmühle des italienischen Herstellers La Cimbali

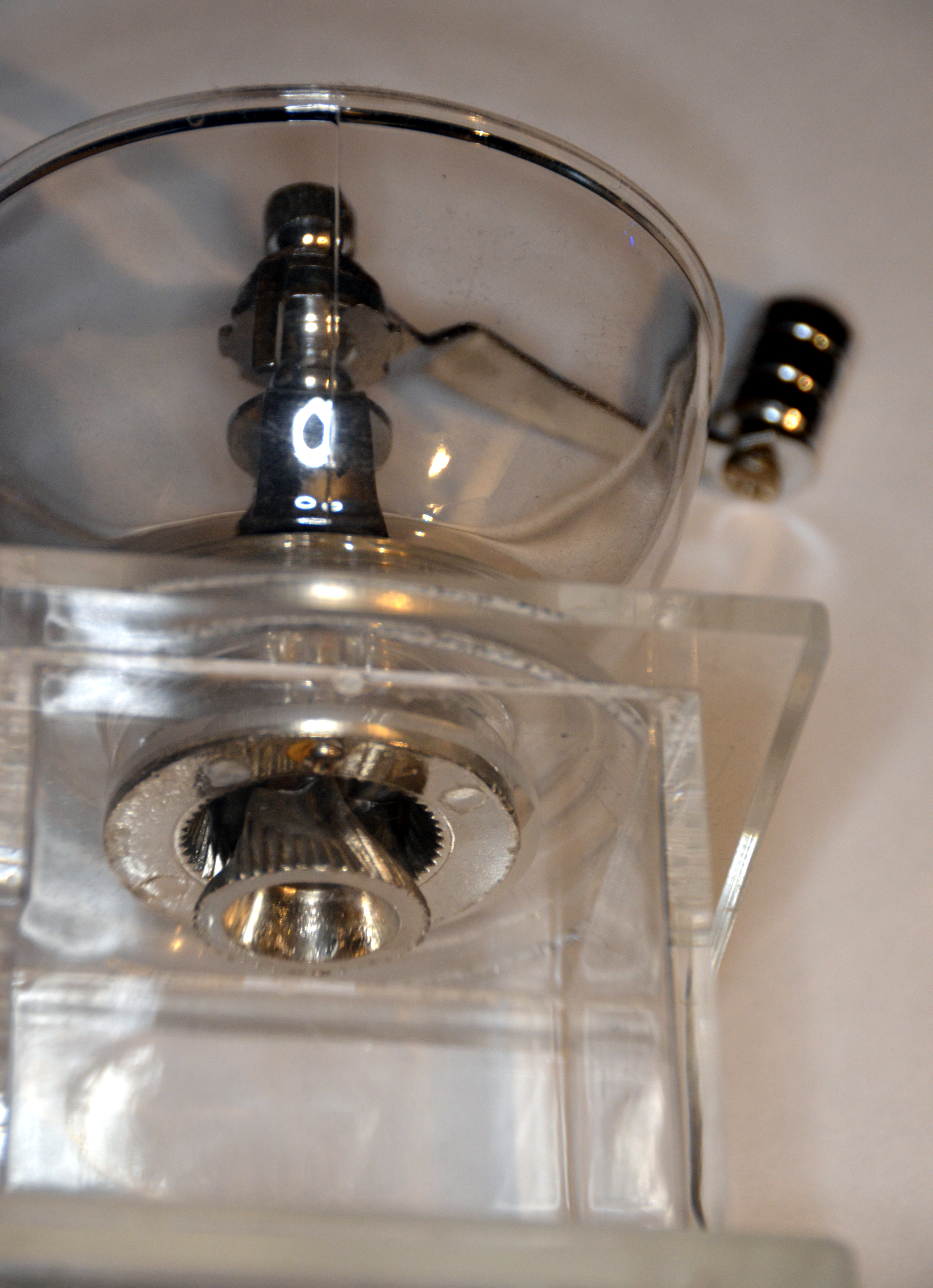
Kaffeemühle mit Kegelmahlwerk

Propellermühlen
Propellermühlen (Schlagmühlen) besitzen ein sich schnell drehendes Schlagmesser.
Scheiben- oder Flachmühlen
Sie bestehen aus zwei gleichen Mahlscheiben von etwa 40 mm Durchmesser mit Verzahnung, die gegeneinander drehen. Sie verschleißen verhältnismäßig schnell und sind deswegen nur für geringe Mengen geeignet.
Kegelmühlen
Sie bestehen aus einem kegelstumpfförmigen Mahlwerk, in das aus einem darüber angeordneten Vorratsbehälter die Bohnen fallen. Das gemahlene Kaffeemehl fällt dann weiter in einen Auffangbehälter. Dank ihrer Funktionsweise kommen sie mit weit geringeren Drehzahlen (im Bereich von 400/min bei elektrischem Antrieb, etwa 60/min bei Handkurbeltrieb) aus und erhitzen sich daher weniger stark. Somit ist diese Mühlenart für größere Mengen besser geeignet und arbeitet aromaschonender. Überdies gewährleisten sie eine einheitliche Korngröße. Auch handbetriebene Kaffeemühlen mit Holzgehäusen arbeiten nach diesem Prinzip.
Walzenmühlen
Sie werden in der Industrie zum Mahlen des Kaffees für Vakuum-Packungen verwendet. Sie können sehr große Mengen verarbeiten und erzeugen dabei kaum Hitze.

### Espressomühlen

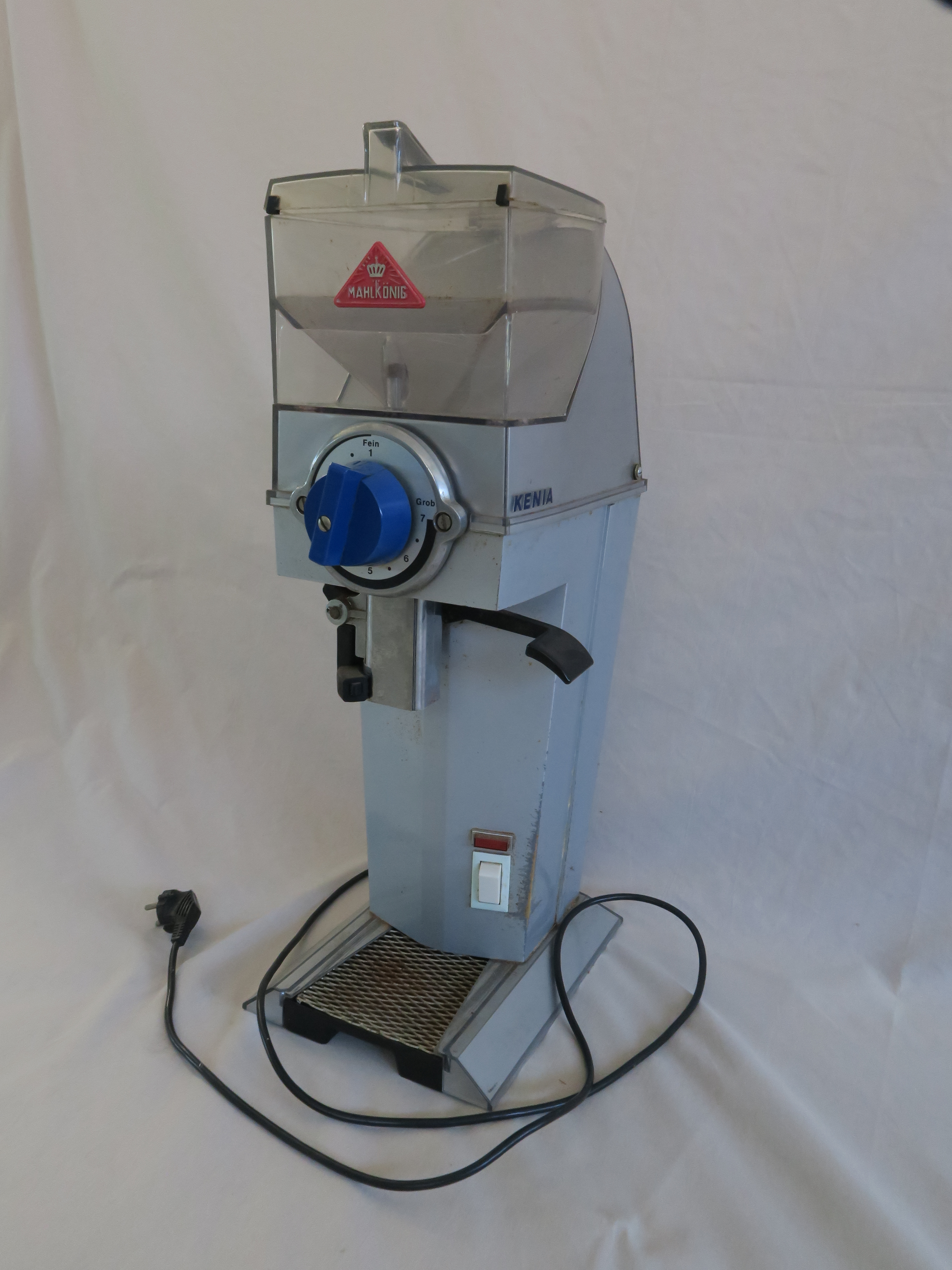
Scheibenmühle

Kegelmühlen
Sie bilden mit kleinen Haushaltsmodellen den Einstieg und mit großen gastronomischen Ausführungen die Spitzenklasse der Espressomühlen. Sie zeichnen sich durch ihre geringe Rotationsgeschwindigkeit und die dadurch geringe Mahlguterhitzung aus. Die gastronomischen sind zudem für hohen Durchsatz ausgelegt.
Scheibenmühlen
Die gehobenen Heim-Espressomühlen sowie die Standard-Gastronomiemühlen haben ein Scheibenmahlwerk zwischen 50 und 85 mm Durchmesser. Sie brauchen eine höhere Drehzahl, um das Pulver durch die Fliehkraft weitertransportieren zu können und ausreichende Mahlgeschwindigkeiten zu erreichen. Einige günstige Modelle sind mit Drehzahlen um 700/min erhältlich, nahezu alle anderen arbeiten mit 1300–1400/min.
Bei Espressomühlen ist besonderes Augenmerk auf die Mahlgradeinstellung zu legen, weil schon geringe Veränderungen große Auswirkungen auf den Geschmack und die Crema haben – zumindest bei Maschinen ohne eingebaute Crema-Hilfe.

## Sammlungen
- Kaffeemühlenmuseum Wiernsheim
- Kaffeemühlenmuseum Bramstedt[4]
- Kaffeemühlenmuseum Röttingen[5]
- Kaffeemühlenmuseum in Beilstein (Mosel)
- Kaffeemühlen im Freilichtmuseum Roscheider Hof

## Trivia
Aufgrund ihres gedrungenen Aussehens trugen die Dampflokomotiven kkStB 97 in Tschechien und Österreich den Spitznamen Kaffeemühle (tschechisch Kafemlejnek).